# NGC 4654
NGC 4654 es una galaxia espiral intermedia entre una galaxia espiral normal y una barrada situada en la constelación de Coma Berenices a una distancia de alrededor de 16,8 megaparsecs (55 millones de años luz) de la Vía Láctea., y visible con telescopios de aficionado.
Se trata de una galaxia de tipo tardío perteneciente al Cúmulo de Virgo (más concretamente al subcúmulo principal, centrado en M87, (Virgo A), aunque otros autores -por ejemplo, la base de datos de galaxias GOLDmine- la ubican en la agrupación Nube E), que carece de bulbo central y en su lugar tiene una pequeña barra en su centro y un anillo mal definido (cómo indica la clasificación (rs)) alrededor de esta.
Es también notable por la distribución de su hidrógeno neutro e hidrógeno molecular, el primero comprimido en la zona NO de la galaxia y en una larga cola que se extiende tras ella en su lado SE, así como una distribución asimétrica de sus estrellas, lo que sugiere tanto una (débil) interacción con el medio intergaláctico del cúmulo -que la está despojando de su gas al moverse a través de él, produciendo la mencionada cola de gas- cómo otra con su compañera la galaxia espiral NGC 4639 hace 500 millones de años, que pudo producir la asimetría observada en la distribución de sus estrellas
A pesar de tal interacción, NGC 4654 no sufre de la deficiencia en gas de muchas otras galaxias espirales de Virgo y su tasa de formación estelar también es la esperable en una galaxia de su tipo